# Maryan Chved
Maryan Chved, né le 16 juillet 1997 à Mykolaïv dans l'oblast de Lviv en Ukraine, est un footballeur international ukrainien évoluant au poste d'ailier droit au Chakhtar Donetsk.

## Biographie

### Karpaty Lviv
Natif de Mykolaïv dans l'oblast de Lviv en Ukraine, Maryan Shved est un pur produit du centre de formation de Karpaty Lviv. Il fait ses débuts en professionnel à l'occasion d'un match de championnat contre le Metalurh Donetsk, le 1er mars 2015 alors qu'il n'a que 17 ans. Lors de cette rencontre les deux équipes se quittent sur un match nul (1-1). Le 26 avril 2015 il est l'auteur d'une prestation remarquée puisqu'il inscrit ses deux premiers buts en professionnel face à l'Olimpik Donetsk, contribuant fortement à la victoire de son équipe par quatre buts à un.

### Séville
Le 4 août 2015, Maryan Shved rejoint l'Espagne et le Séville FC pour un contrat de cinq ans. Il y retrouve l'un de ses compatriotes, Yevhen Konoplyanka. Cependant il n'a jamais sa chance avec l'équipe première, ne jouant qu'avec l'équipe B et en UEFA Youth League.

### Retour au Karpaty Lviv
En août 2017 il retourne jouer pour son club formateur, le Karpaty Lviv.

### Celtic Glasgow et après
Le 31 janvier 2019 Shved s'engage avec le Celtic Glasgow pour un contrat de quatre ans, mais il reste jusqu'à la fin de saison au Karpaty Lviv. Il rejoint donc son club à l'issue de celle-ci pour préparer la suivante avec le Celtic.
Le 23 juillet 2021, il rejoint KV Mechelen.

### En sélection
Maryan Shved honore sa première sélection avec l'équipe nationale d'Ukraine le 20 novembre 2018 face à la Turquie. Il entre en jeu en fin de partie et la rencontre se solde par un match nul (0-0).